# Chicoacán 1ra. Sección
Chicoacán 1ra. Sección är en ort i Mexiko.   Den ligger i kommunen Huimanguillo och delstaten Tabasco, i den sydöstra delen av landet, 600 km öster om huvudstaden Mexico City. Chicoacán 1ra. Sección ligger 55 meter över havet och antalet invånare är 305.
Terrängen runt Chicoacán 1ra. Sección är mycket platt. Runt Chicoacán 1ra. Sección är det ganska glesbefolkat, med 45 invånare per kvadratkilometer. Närmaste större samhälle är Chontalpa, 1,1 km väster om Chicoacán 1ra. Sección. Trakten runt Chicoacán 1ra. Sección består till största delen av jordbruksmark.